# Suspensión (música)

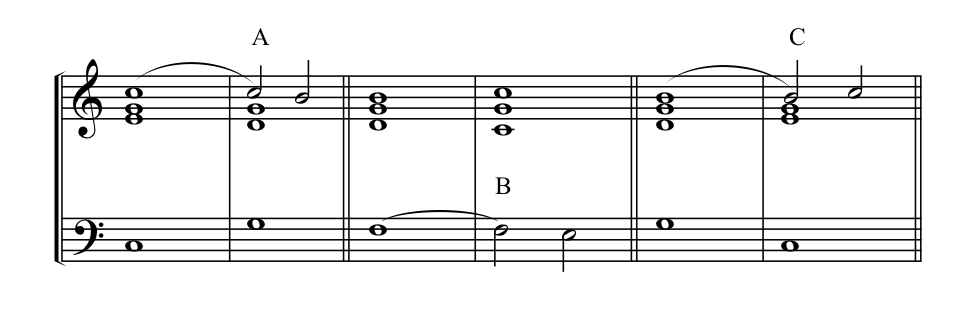
Diferentes tipos de retardos (Suspensión) musicales.

En música, la suspensión o retardo es un procedimiento que consiste en que una nota que pertenece al acorde anterior ocupe el lugar de una nota de aquel con el que suena, y se dirija después por movimiento de grados conjuntos hacia la nota que había desplazado o suplido. Por lo tanto, un retardo está constituido por una preparación consonante, ejecución de una nota que normalmente será disonante y una resolución también consonante. Si la resolución se realiza sobre una nota más aguda se habla de retardo ascendente; si se hace sobre una más grave, se habla de retardo descendente. Más habitual es el descendente que el ascendente.
Las normas que rigen la resolución del retardo cambian según el periodo musical histórico. Por ejemplo, en el Renacimiento no era aconsejable resolver el retardo disonante en una consonancia perfecta como la octava o la quinta, a menos que se produjera conjuntamente con un retardo que resolviera en una consonancia imperfecta (tercera o sexta). Parece que en el Barroco no se daba esa dificultad y mucho menos en épocas posteriores.
Como técnica contrapuntística, la suspensión o retardo pasa a ser la cuarta de las especies de las que habla Johann Joseph Fux en su tratado de 1725 Gradus ad Parnassum.
Por metonimia, se llama también retardo a la nota sustitutoria.
- Datos: Q115794853
- Multimedia: Suspensions and retardations / Q115794853